# Печать Теннесси
Большая печать штата Теннесси (англ. Great Seal of the State of Tennessee) — один из государственных символов штата Теннесси, США.

## История
Наличие и использование Большой печати штата Теннесси было официально закреплено Конституцией штата 6 февраля 1796 года, однако сама печать была утверждена только 25 сентября 1801 года.
В 1987 году Генеральная ассамблея штата Теннесси рассмотрела новый дизайн печати штата, который в том же году был утверждён губернатором. Согласно положению государственная печать Теннесси хранится у Генерального секретаря штата и используется для скрепления официальных документов, подписанных губернатором, а также на документах законодательного собрания и комиссий штата.

## Описание

Первоначальный и современный дизайны Большой печати штата Теннесси

В верхней части государственной печати штата Теннесси расположена римская цифра «XVI», указывающая на исторический факт вхождения Теннесси в состав США шестнадцатым по счёту штатом.
Верхнюю центральную часть печати занимают изображения плуга, снопа пшеницы и хлопковой плантации, ниже находится надпись «Agriculture» (англ. «Сельское хозяйство»). Хлопок и пшеница всегда были и остаются важнейшими товарами сельскохозяйственного производства штата.
В нижней центральной части печати первоначально планировалось поместить изображение лодки с лодочником, но в окончательном варианте были определены плоскодонная лодка без лодочника и надпись «Commerce» (англ. «Торговля»). Речная торговля всегда была важнейшей частью торговых отношений штата, чему в немалой степени способствовало удобное географическое положение трёх рек в штате: Теннесси, Камберленд и Миссисипи. Речные перевозки и в настоящее время занимают важное место в торговле штата Теннесси.
На внешней окружности государственной печати расположены слова «The Great Seal of the State of Tennessee» (англ. «Большая печать штата Теннесси») и «1796». День и месяц «6 февраля» принятия первой Конституции штата исключены из дизайна действующей в настоящее время печати.